# 小村敏明
小村 敏明（こむら としあき）は、日本のアニメーション監督である。

## 略歴・人物
1991年にTVアニメ『ゲンジ通信あげだま』の第5話「いぶきに清き一票を!」で演出家デビュー。2020年現在は主に東映アニメーションの作品に携わっている。

## 参加作品

### テレビアニメ
- 美味しんぼ（原画）
- ゲンジ通信あげだま（絵コンテ・演出）
- 恐竜惑星（演出）
- ジーンダイバー（絵コンテ・演出）
- 天地無用!（絵コンテ・演出）
- 恐竜冒険記ジュラトリッパー（演出）
- ストリートファイターII V（演出）
- モジャ公（絵コンテ・演出）
- スレイヤーズNEXT（絵コンテ）
- エルフを狩るモノたち（絵コンテ・演出）
- 超特急ヒカリアン（絵コンテ）
- バトルアスリーテス大運動会（絵コンテ）
- BURN-UP EXCESS（絵コンテ）
- 金田一少年の事件簿（演出・絵コンテ）
- サイレントメビウス（絵コンテ）
- モンスターファーム～伝説への道～（絵コンテ・演出）
- 勝負師伝説 哲也（演出・絵コンテ）
- マシュランボー（演出）
- キン肉マンII世（シリーズディレクター・演出）
- エアマスター（演出）
- リングにかけろ（シリーズディレクター・演出）
- ふたりはプリキュア（演出）
- ふたりはプリキュア Max Heart（演出）
- ふたりはプリキュア Splash Star（2006年 - 2007年、シリーズディレクター）
- Yes!プリキュア5（2007年 - 2008年、シリーズディレクター）
- Yes!プリキュア5GoGo!（2008年 - 2009年、シリーズディレクター）
- フレッシュプリキュア!（演出）
- ハートキャッチプリキュア!（演出）
- リングにかけろ1 影道編（シリーズディレクター）
- デジモンクロスウォーズ（演出・絵コンテ）
- トリコ（演出・絵コンテ）
- ディスク・ウォーズ:アベンジャーズ（シリーズディレクター）
- タイガーマスクW （シリーズディレクター）
- おしりたんてい（演出）
- ヒーリングっど♥プリキュア（絵コンテ）
- トロピカル〜ジュ!プリキュア（絵コンテ）
- デリシャスパーティ♡プリキュア（絵コンテ）
- ひろがるスカイ!プリキュア（絵コンテ）
- キボウノチカラ〜オトナプリキュア'23〜（シナリオ監修）

### OVA
- リトルツインズ（1992年～1993年、原画・演出助手）
- マジカルトワイライト（1994年～1995年、監督）
- 桜通信（1997年、絵コンテ・演出）

### 映画
- キン肉マンII世（監督）
- キン肉マンII世 マッスル人参争奪!超人大戦争（監督）
- ハローキティのおやゆびひめ（1990年、原画）
- BUDDHA2 手塚治虫のブッダ -終わりなき旅-（監督）